# Suffragette

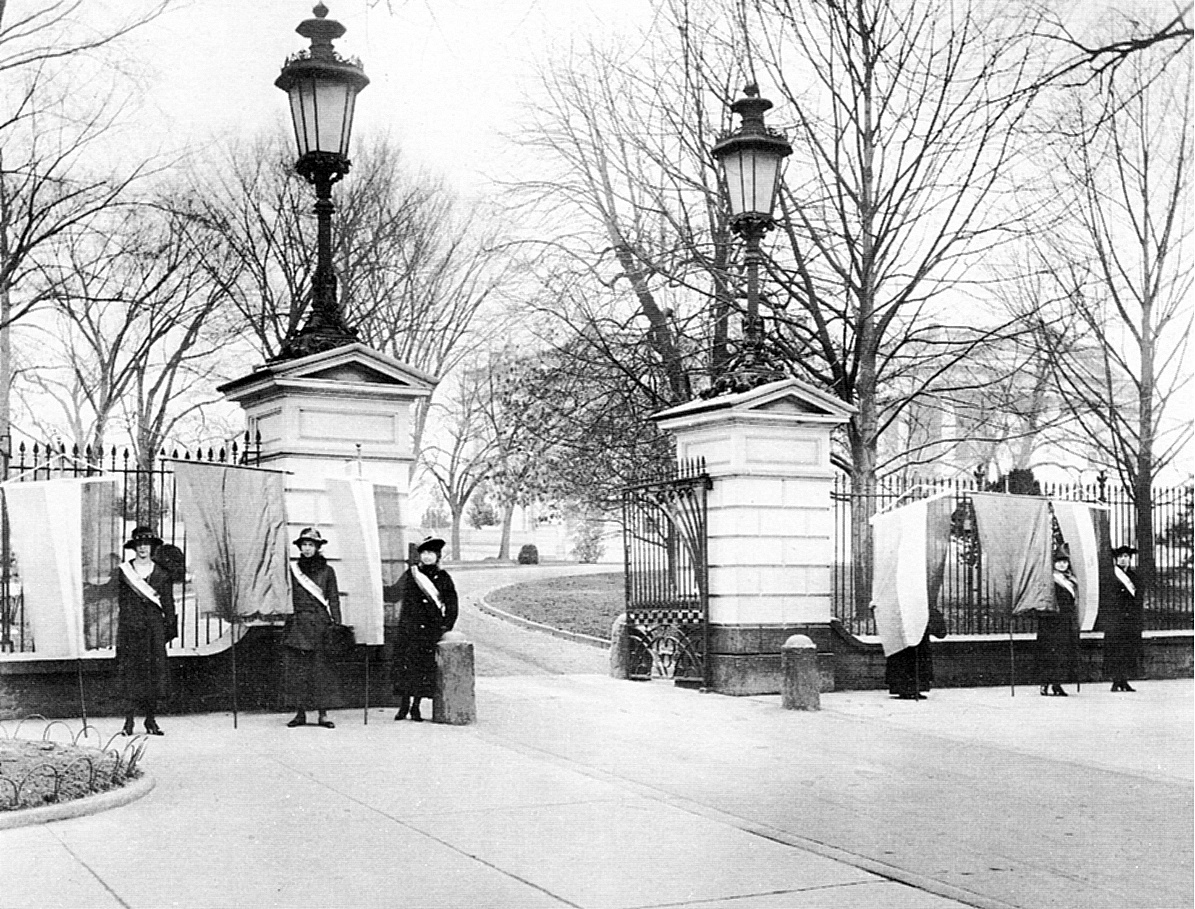
Suffragettes voor het Witte Huis

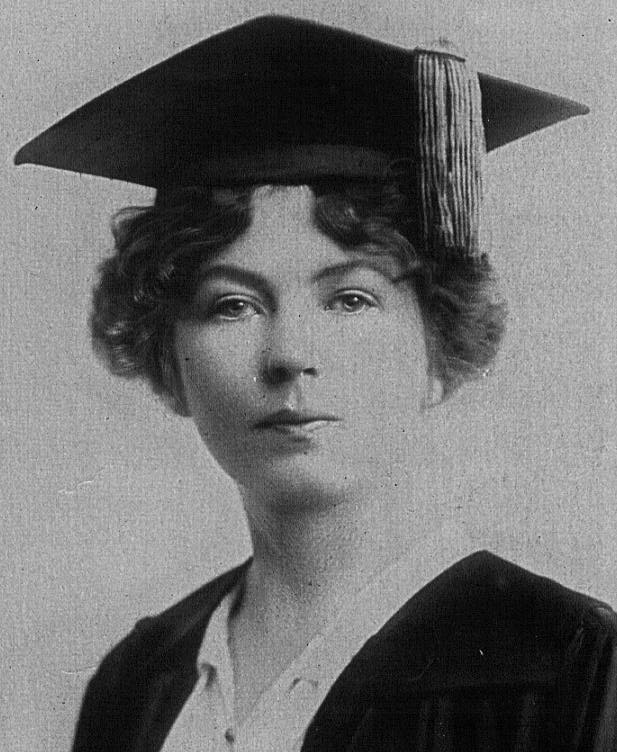
Christabel Pankhurst

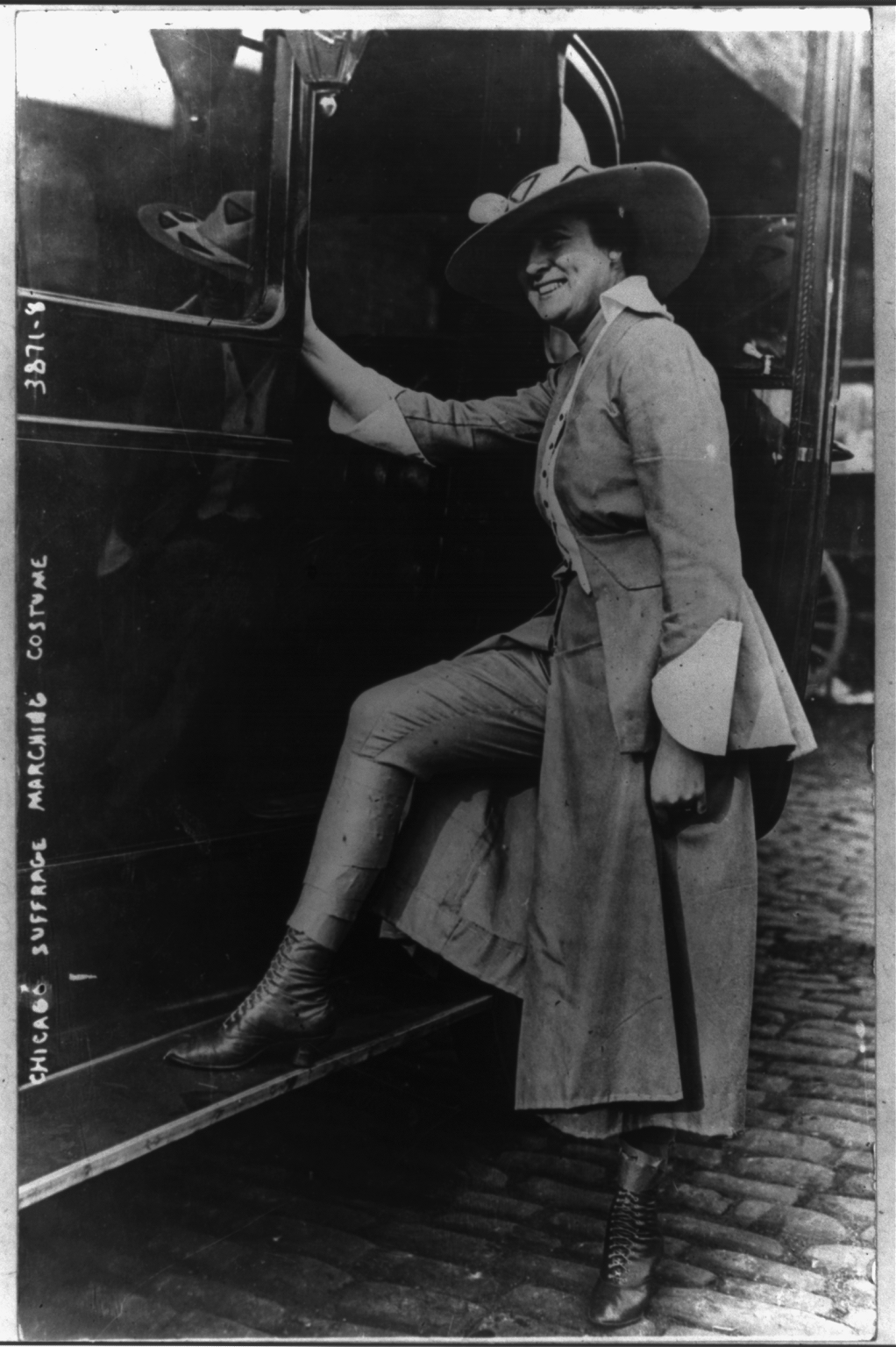
Vrouw toont het kostuum (met broek) voor de Suffrage Parade in Chicago (1916)

Suffragette is een Engelse term die staat voor iemand (man of vrouw) die strijdt voor de vrouwenrechten, met name voor het vrouwenkiesrecht.
De officiële naam van deze organisatie was de Sociale en Politieke Vrouwenunie (Women's Social and Political Union, WSPU), deze werd opgericht in 1903.

## Etymologie
De term is afgeleid van het Franse woord suffrage, dat stemrecht betekent.

## Britse suffragettes
De suffragettes zijn een beweging uit de eerste feministische golf. Emmeline Pankhurst was de stichter van de Britse suffragettebeweging, samen met haar dochter Christabel Pankhurst. Suffragettes werden vaak als 'onvrouwelijk' bestempeld: dames behoorden zich niet zo gedragen, en zeker niet in de publieke ruimte (een mannendomein). Leden van de actiegroep zetten grote demonstraties op. Groepen vrouwen ketenden zich bijvoorbeeld vast aan het hek van het parlementsgebouw of stichtten brandjes. Belangrijke brieven werden in brand gestoken en in de stembussen werd zuur gedaan zodat de stemmen onleesbaar werden. Om arrestaties uit te lokken gingen de demonstraties verder. Er werden zomaar winkelruiten ingegooid of gemeente-eigendom vernield. Vrouwen kwamen in de gevangenis en gingen uit protest in hongerstaking. Ze wilden dat de regering serieus ging praten over rechten van de vrouw. Ze kregen vaak het omgekeerde; er werd alleen maar opdracht gegeven aan de gevangenisbewaarders om de gevangenen gedwongen te voeren. Dwangvoeding was ook toen al een omstreden methode, die in het uiterste geval werd toegepast op gevangenen die niet wilsbekwaam waren. Een belangrijke suffragette, Emily Davison, stierf toen ze bij een paardenwedren de renbaan op liep en door het paard van de koning werd vertrapt.
Veel vrouwen keurden dit soort gedrag af en begonnen hun eigen groepering, zoals de Nationale Unie voor het Vrouwenkiesrecht. Duizenden vrouwen namen deel aan vreedzame en georganiseerde demonstraties met spandoeken en liederen. Dit was vooral allemaal zo vreedzaam omdat vrouwen uit de arbeidersklasse zich het niet konden veroorloven om opgepakt te worden en naar de gevangenis te moeten, dan zouden zij hun gezin op het spel zetten. Maar zelfs deze demonstraties hadden weleens te maken met protest van tegenstanders of zelfs van de politie.
Dat mannen ook de strijd voor vrouwenkiesrecht steunden blijkt onder meer uit de acties en publicaties van John Stuart Mill.

## Amerikaanse suffragettes
In de Verenigde Staten werd het vrouwenkiesrecht al in 1848 door Elizabeth Cady Stanton aan de orde gesteld tijdens de Women's Rights Convention in Seneca Falls, New York State. Maar het abolitionisme eiste in die jaren alle aandacht op. In 1869 viel de beweging uiteen in de American Woman Suffrage Association en de National Woman Suffrage Association. In 1872 bepaalde het federale Hooggerechtshof, dat stemrecht geen burgerrecht was, en dat de Staten van de Unie dus gerechtigd waren om vrouwen van het kiesrecht uit te sluiten.
Zoals in Engeland laaide de strijd na 1910 op, met de steun van de Men's League for Women's Suffrage. Amerikaanse suffragettes kleedden zich stijlvol in lange witte jurken met goudkleurige en violetten linten. Ze demonstreerden en ketenden zich soms vast aan hekken, maar maakten zich niet schuldig aan vernielingen. In 1919 namen beide huizen van het Congres het 19e amendement op de Amerikaanse grondwet aan, waarbij de uitspraak van 1872 van het Supreme Court werd ontkracht. Toen in 1920 voldoende Staten het amendement hadden goedgekeurd, werd het van kracht.

## België en Nederland
In Nederland en België waren andere groepen actief. Zo werd Aletta Jacobs in Nederland voorzitster van de VvVK, de Vereniging voor VrouwenKiesrecht. Het aantal leden nam toen snel toe.
In België waren vooral Marie Popelin en Isala van Diest voortrekkers.

## Prominente Britse suffragettes
- Mary Blathwayt
- Mona Chalmers Watson
- Emily Davison
- Charlotte Despard
- Sophia Duleep Singh
- Millicent Fawcett
- Annie Kenney
- Dora Marsden
- Dora Montefiore
- Margaret Nevinson
- Emmeline Pankhurst
- Christabel Pankhurst
- Sylvia Pankhurst
- Emmeline Pethick-Lawrence
- Ethel Mary Smyth
- Mary Sheepshanks

## Musical
- In de filmmusical Mary Poppins is de moeder van de familie een suffragette. In de film wordt ook een lied gezongen over dat onderwerp.